# 24K
Cette page contient des caractères spéciaux ou non latins. S’ils s’affichent mal (▯, ?, etc.), consultez la page d’aide Unicode.
24K (coréen : 투포케이) est un boys band sud-coréen de K-pop, originaire de Séoul. Formé par Choeun Entertainment, il débute le 6 septembre 2012 avec l'EP Hurry Up (빨리와). 
Le groupe est composé de Cory, Sung-oh, Ki-su, Jeong-uk, Jin-hong, Hong-seob, Chang-sun et Kiyong, qui est rajouté au groupe pendant leur retour Bonnie N Clyde, après le départ de Kisu pour son service militaire . Sung-oh et Dae-il ne participe pas au retour du groupe avec Still 24K en 2016. Hong-seob et Chang-sun sont alors ajouté au groupe mais seulement en tant que danseurs.

## Histoire

### Débuts (2012–2013)
Avant les débuts du groupe, une sous-unité de pop acoustique nommée 4K a d'abord été créée. Elle est constyituée des chanteurs du groupe, Cory, Seokjune, Kisu et Sungoh, ils ont sorti le titre Rocking Girl en juin 2012. Avec l'addition de Daeil et de Byungho, 24K sort son premier EP, Hurry Up et le clip vidéo du même nom le 6 septembre. Le 16 janvier 2013, le groupe commence un nouveau cycle de promotion pour l'EP avec le titre Secret Love.
24K sort son deuxième EP intitulé U R So Cute le 1er août 2013,.

### DeHey YouàThe Real One(2014–2016)
24K revient après presque deux ans d'absence avec le single numérique, Hey You et son clip vidéo, avec deux nouveaux membres, Hui et Jinhong. Le 1er octobre 2015, 24K fait son retour avec son troisième mini-album, Super Fly et le clip vidéo du même nom,.
En partenariat avec +Social, 24K, mais avec l'absence de Sungoh, tient son premier concert européen à Varsovie, en Pologne le 23 janvier 2016. Ils tiennent également un showcase en Malaisie du 22 au 24 avril 2016 qui est présenté par New Pro Star sans Sungoh et Daeil, pour des raisons inconnues. Le 1er août, leur agence, Choeun Entertainment, fait une déclaration officielle concernant les membres Daeil et Sungoh qui seront en pause jusqu'à nouvel ordre. Sungoh reçoit des traitements médicaux pour son épaule disloquée et Daeil décide de prendre des congés personnels, mais ils resteront des membres officiels du groupe. La déclaration annonce aussi que deux nouveaux membres, Changsun et Hongseob, vont être ajouté au groupe afin de garder un groupe composé de sept membres. 24K revient le 11 août avec le single numérique Still 24K accompagné du clip vidéo du même nom. Le 21 octobre 2016, le groupe marque son retour avec son premier album studio intitulé The Real One contenant leurs précédents singles Secret Love, Hey You, Super Fly, Still 24K ainsi que le titre principal Bingo. Pour l'année 2017, Choeun Entertainment annonce que 24K tiendra sa première tournée européenne commençant le 3 janvier 2017, à Milan, en Italie,.

### Retours et changement au sein du groupe (depuis 2018)
Le groupe annonce son retour pour fin mai 2018 avec un titre Bonnie N Clyde. Retour annoncé par le groupe via les réseaux sociaux (essentiellement Instagram, où ils partagent l'histoire du couple mythique). Le 15 mai 2018, ils dévoilent la liste des titres de leur prochain EP. Le premier teaser sort le 16 mai, le second le 17, le troisième le 19. Le 18 mai, le teaser vidéo est dévoilé par le groupe, le second le 21 Le teaser de groupe apparaît le 20 mai. Le 25 mai, leur dernier clip conclut leur retour. Néanmoins, un membre du groupe, Kisu, ne sera pas présent lors de ce retour tant attendu : en effet ce dernier effectuera son service militaire pendant deux ans. Il confiera avoir peur d'être oublié. Il montre beaucoup d'amour aux 24U via son compte Instagram. Il compose et interprète un titre dédié aux fans sur le mini album du groupe. Kisu est remplacé par un nouveau membre, Kiyong.

## Membres

### Membres actuels
- Kisu (coréen : 기수), né Choi Ki-su (coréen : 최기수) le 2 octobre 1991 (en pause depuis mai 2018, il effectue son service militaire)
- Sungoh (coréen : 성오), né Yu Sung-oh (coréen : 유성오) le 8 janvier 1991 (en pause, il effectue son service militaire)
- Jeunguk (coréen : 정욱), né Kim Jeong-uk (coréen : 김정욱) le 20 mars 1993
- Jinhong (coréen : 진홍), né Kim Jin-Hong (coréen : 김진홍) le 2 janvier 1998
- Changsun (coréen : 창선), né Lee Chang-sun (coréen : 이창선) le 17 mars 1996
- Hongseob (coréen : 홍섭), né Shim Hong-seob (coréen : 심홍섭) le 8 janvier 1998
- Kiyong (coréen : 기엉), né Nam Kiyong (coréen :남기엉) le 25 mars 1999

### Anciens membres
- Cory (coréen : 코리), né Hong Joo-hyun (coréen :홍주현) le 25 novembre 1990 (membre d'origine américaine)
- Seokjune (coréen : 석준), né Hong Seok-jun (coréen : 홍석준) le 14 avril 1991
- Byungho (coréen : 병호), né Park Byung-ho (coréen : 박병호) le 11 mai 1989
- Daeil (coréen : 대일), né Kim Dae-il (coréen : 김대일) le 10 mai 1992[16]
- Hui (coréen : 휘), né Liang Hui (chinois : 梁輝 ; coréen : 양휘) le 18 juillet 1995 (membre d'origine chinoise[17])

## Discographie

### Album studio
- 2016 : The Real One

### EP
- 2012 : Hurry Up (빨리와)
- 2013 : U R So Cute (귀여워 죽겠어)
- 2015 : Super Fly (날라리)

### Singles
- 2015 : Hey You (오늘 예쁘네)
- 2015 : Oasis (오아시스)
- 2016 : Still 24K'

## Distinctions
| Année | Travail nommé | Titre                                                                          | Résultat |
| ----- | ------------- | ------------------------------------------------------------------------------ | -------- |
| 2015  | Super Fly     | Miss I Korean Entertainment Award (MIKEA) - Meilleur performeur d'octobre 2015 | Lauréat  |
| 2015  | 24K           | International K-Music Awards Best JAPAKO Discovery                             | Lauréat  |